# Váry Gellért
Váry Gellért (Meister Sándor) (Csongrád, 1843. február 3. – Nyitra, 1929. február 16.) piarista szerzetes, novíciusmester, rendje generális asszisztense Rómában.

## Élete
A gimnázium hat osztályát elvégezvén, 1858. szeptember 22-én a kegyesrendbe lépett. Tanulmányai és a tanári vizsgálat befejezése után 1862-től a tanári pályán működött. Ezen évben Meister családi nevét Váryra változtatta. Tanított 1863-ig Szegeden, Vácon, Pesten 1864-66-ban, Kecskeméten 1866-tól 1873-ig, Vácon 1873-tól 1892-ig; ez utóbbi helyen az újoncnövendékek mestere volt; az 1891-92. iskolai évben mint rendi kormányzó Nyitrára került.
Miután 1904-ben a Magyar Kegyestanítórend újból egyesült a rend többi részével (amelytől II. József intézkedése nyomán, 1781-ben szakadt el), őt küldték ki Rómába, hogy a rend egyetemes kormányzótanácsának tagjaként magyar és közép-európai ügyekkel foglalkozó kormánytanácsos (assisztens generális) legyen. A magyar és olasz piaristák szerzetesi fegyelme és életmódja közötti nagy különbségek miatt rendkívüli diplomáciai érzéket kívánó hivatalát 1912-ig látta el. Nyugalmazott tanárként a nyitrai rendházba költözött, és élete végéig ott élt, azután is, hogy a várost 1918-ban Csehszlovákiához csatolták.

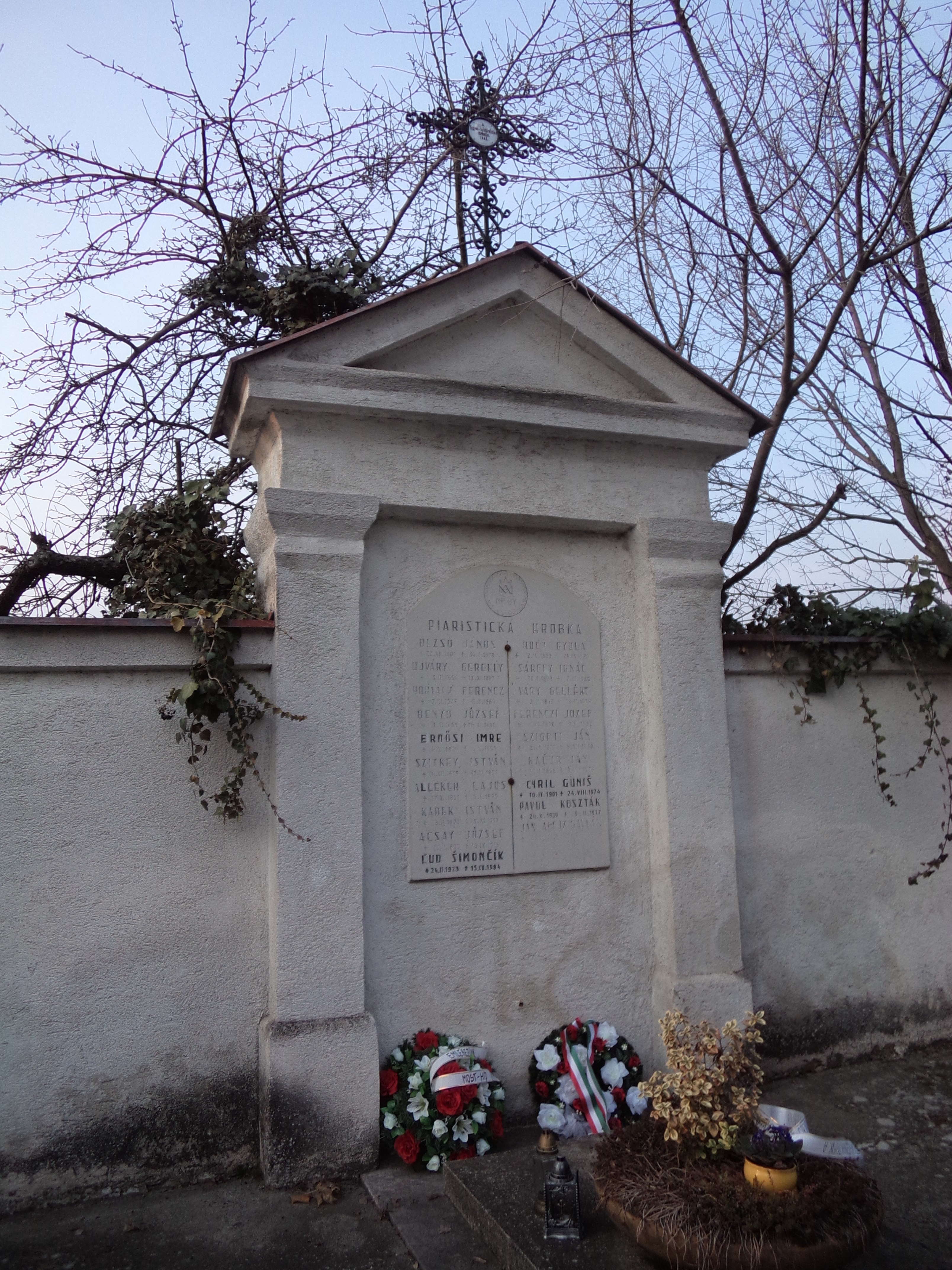
Sírhelye

A nyitrai városi temetőben nyugszik.

## Írásai
Cikkei a Tanügyi Füzetekben (I. 1867. Tanuljunk-e görögül?), a Kecskeméti Lapokban (1873.. 7-9. sz. A szláv irodalom legrégibb emlékei), a Figyelőben (1876. Nemzetség és irodalom, 1877. Hazai irodalmunk klassikai elemei); az Uj Időkben (1876. A görögök szellemi utóélete); a Délibábban (1877. A bizánti műveltség szelleme, 1878. Három nagy költemény, műveltségtörténeti trilogia). a Magyar Koronában (1877. 88-102. sz. A Homeros-korabeli műveltség, 1878. 2-7. sz. A magyarság irodalmi fejlődése, 183-193. sz. A biblia és a klasszikusok).

## Művei
- 1874 A kísértet. Írta Ivan Szergejevics Turgenyev (Turgeneff István; ford). Vác
- 1877 Huszonöt év a kegyesrend irodalmi életéből 1850–1875. Vác (ism. Irod. Szemle 7. sz.)
- 1879 Rajzolatok a görög műveltség világából. Vác
- 1879 A görög műveltség története. Vác
- 1881 A magyar műveltség képei. Vác (különnyomat a váczi főgymnasium Értesítőjéből)
- 1882 Árvalányhaj. Gyűjtemény a kegyesrendi költők műveiből. Mayer Ny., Vác
- 1883 Kalazanti Szent József, a kegyes tanítórend alapítója. Vác
- 1884 Az irodalom bölcselete. Vác

A Kisfaludy Társaságnál kéziratban maradtak fordításai: Caesar Cantu - Az olasz irodalom története és Demogeot: A francia irodalom története